# Такома
Тако́ма (англ. Tacoma) — город в округе Пирс на северо-западе США, штат Вашингтон, в 51 км к юго-западу от Сиэтла.
Такома является вторым по величине городом в зоне Пьюджет-Саунд и третьим в штате. Такома — центр деловой активности региона с населением около 1 млн человек.
Такома имеет локальную известность как «Город Судьбы» (англ. City of Destiny), потому что именно эта область была выбрана чтобы стать конечной станцией железной дороги Northern Pacific Railway. С учётом наличия глубоководного порта Такома, крупнейшего порта штата, город стал центром международной торговли на западном побережье США.

## География
Город находится в штате Вашингтон, в зоне Пьюджет-Саунд в 51 км к юго-западу от Сиэтла, в 50 км к северо-востоку от столицы штата города Олимпия и в 93 к северо-западу от национального парка Маунт-Рейнир, где возвышается стратовулкан Рейнир.

## Климат
| Показатель                    | Янв.  | Фев.  | Март  | Апр. | Май  | Июнь | Июль | Авг. | Сен. | Окт. | Нояб. | Дек.  | Год   |
| ----------------------------- | ----- | ----- | ----- | ---- | ---- | ---- | ---- | ---- | ---- | ---- | ----- | ----- | ----- |
| Абсолютный максимум, °C       | 17,7  | 21,1  | 25,5  | 29,4 | 33,8 | 35,5 | 39,4 | 37,2 | 36,6 | 31,6 | 23,3  | 17,7  | 39,4  |
| Средний суточный максимум, °C | 8,2   | 9,7   | 11,8  | 14,5 | 17,9 | 20,8 | 24,1 | 24,3 | 21,1 | 15,1 | 10,2  | 7,3   | 15,5  |
| Средняя температура, °C       | 5,4   | 6,2   | 7,9   | 10,1 | 13,2 | 15,9 | 18,6 | 18,8 | 16,1 | 11,4 | 7,3   | 4,6   | 11,3  |
| Средний суточный минимум, °C  | 2,6   | 2,7   | 4,0   | 5,6  | 8,5  | 11,0 | 13,1 | 13,2 | 11,1 | 7,6  | 4,4   | 2,0   | 7,2   |
| Абсолютный минимум, °C        | −17,7 | −17,2 | −11,6 | −1,6 | −2,2 | 3,3  | 6,1  | 6,6  | 1,6  | −2,2 | −14,4 | −14,4 | −17,7 |
| Норма осадков, мм             | 141   | 88    | 94    | 68   | 49   | 39   | 17   | 22   | 36   | 88   | 166   | 135   | 950   |
| Источник: NWS                 |       |       |       |      |      |      |      |      |      |      |       |       |       |

## Экономика
Порт в заливе Пьюджет-Саунд. Лесоперерабатывающая, машиностроительная, химическая и пищевая промышленность; цветная металлургия; судоверфи.

## Транспорт

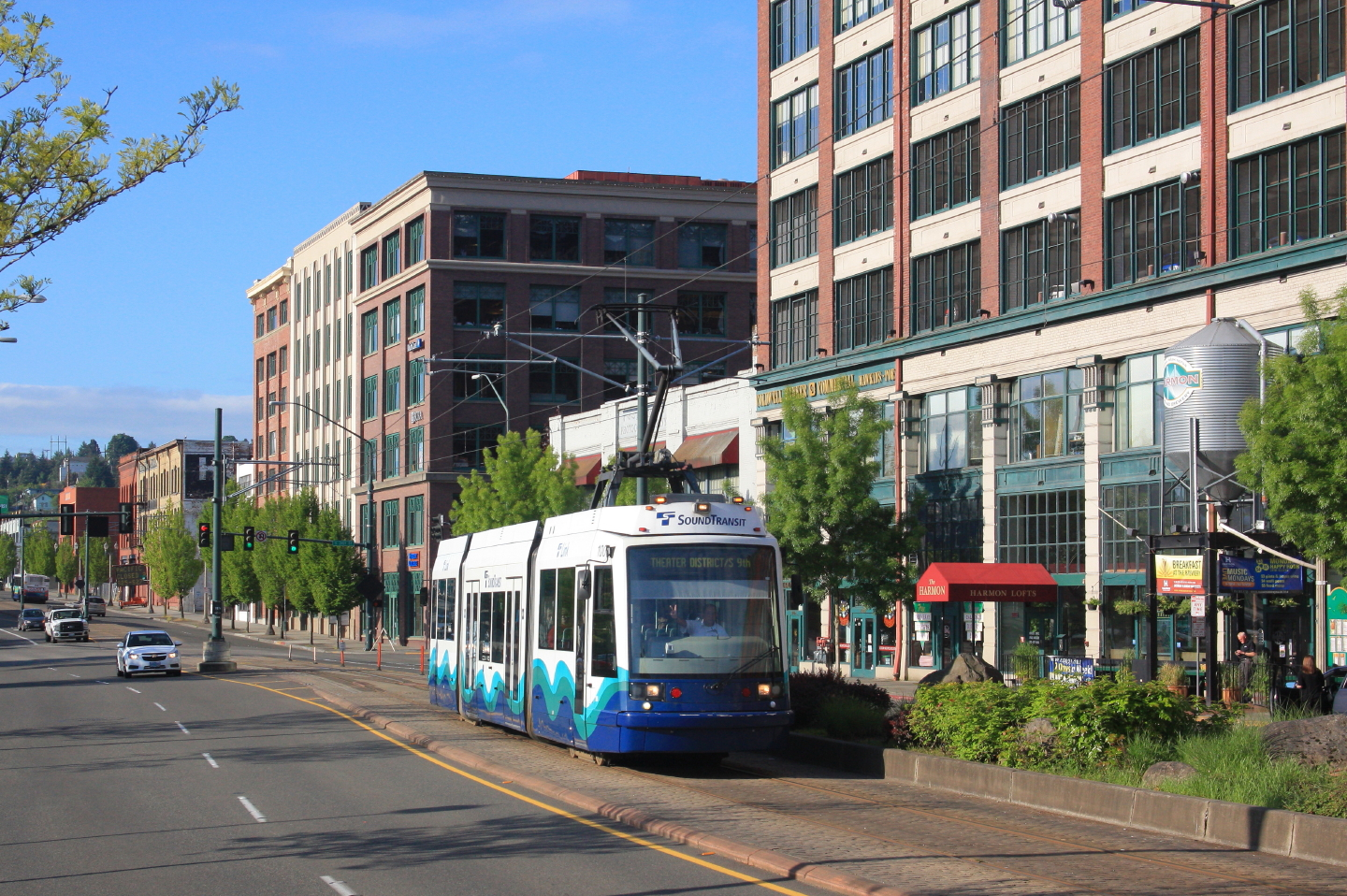
Трамвай

С августа 2003 года в городе работает трамвайная линия.

## Постройки
Больше всего Такома прославилась своим мостом, первоначальная конструкция которого была разрушена в 1940 году из-за ветра (приблизительно 64 км/ч или 18 м/с). Данный инцидент является классическим примером проявления резонанса.

## Спорт
| Клуб            | Вид спорта                   | Год основания | Лига                             | Домашняя арена            |
| --------------- | ---------------------------- | ------------- | -------------------------------- | ------------------------- |
| Такома Рэйниерс | Бейсбол                      | 1960          | Pacific Coast League             | Чини-стэдиум              |
| Такома Тайд     | Футбол                       | 2006          | USL Premier Development League   | Curtis Senior High School |
| Такома Старз    | Футбол в закрытых помещениях | 2010          | Professional Arena Soccer League | Tacoma Soccer Center      |

## Города-побратимы
- Вальдивия, Чили
- Олесунн, Норвегия
- Сьенфуэгос, Куба
- Давао, Филиппины
- Фучжоу, Китай
- Джордж, ЮАР
- Нджамена, Чад
- Кунсан, Республика Корея
- Кирьят-Моцкин, Израиль
- Китакюсю, Япония
- Тайчжун, Китайская Республика
- Владивосток, Россия
- Бровары, Украина (2017)